# Palparidius concinnus
Palparidius concinnus is een insect uit de familie van de mierenleeuwen (Myrmeleontidae), die tot de orde netvleugeligen (Neuroptera) behoort. 
Palparidius concinnus is voor het eerst wetenschappelijk beschreven door Péringuey in 1910.